# Miriana Conte
Miriana Conte (* 17. Dezember 2000) ist eine maltesische Sängerin.

## Biographie
Conte nahm fünfmal am maltesischen Vorentscheid zum Eurovision Song Contest teil: 2017 mit dem Lied Don’t Look Down, 2018 mit Rocket, 2022 mit Look What You’ve Done Now, 2024 mit Venom und 2025 mit Kant. Den letzten Wettbewerb gewann sie und partizipierte am Eurovision Song Contest 2025 in Basel. Nach einer Änderung des Songtitels belegte sie im Finale mit Serving den 17. Platz. 
Conte identifiziert sich als queer.

## Diskografie

### Singles
- 2017: Don’t Look Down
- 2018: Rocket
- 2022: Look What You’ve Done Now
- 2024: Venom
- 2025: Serving